# سرکار استوار (پروانه)
سرکار استوار  گونه‌ای پروانه است که در تیره فرچه‌پایان قرار دارد. این گونه در کوه‌های هیمالیا و مناطقی مثل سیکیم، پادشاهی بوتان، میانمار، غرب جمهوری خلق چین (سیچوآن, یون‌نان)، تایوان، گوانگ‌دونگ، شانشی زیستگاه این پروانه است.